# Paolo Pietrapiana
| 12575 Palmaria     | 4 settembre 1999 |
| 69565 Giulioscarfi | 5 gennaio 1998   |

Paolo Pietrapiana (La Spezia, 21 luglio 1959) è un astronomo amatoriale italiano di professione fisiatra.
Il Minor Planet Center gli accredita le scoperte di due asteroidi, effettuate tra il 1998 e il 1999, entrambe in collaborazione con Luigi Sannino.